# ربکا ایتورباید
ربکا ایتورباید (انگلیسی: Rebeca Iturbide; ۲۱ مهٔ ۱۹۲۴ – ۱۵ آوریل ۲۰۰۳) بازیگر اهل مکزیک بود. وی بین سال‌های ۱۹۵۱ تا ۱۹۷۶ میلادی فعالیت می‌کرد.